# Canton de la Rochelle-8
Le canton de la Rochelle-8 est une ancienne division administrative française de la ville de La Rochelle, située dans le département de la Charente-Maritime et la région Poitou-Charentes.

## Géographie
Ce canton était organisé autour de La Rochelle dans l'arrondissement de La Rochelle. Son altitude variait de 0 m (La Rochelle) à 36 m (Périgny) pour une altitude moyenne de 11 m.

## Histoire
| Période | Période | Identité      | Étiquette | Qualité                                                |
| ------- | ------- | ------------- | --------- | ------------------------------------------------------ |
| 1985    | 2015    | Michel Rogeon | PRG       | Agent de maîtrise EDF-GDF Maire de Périgny (1977-2008) |

## Composition
Le canton de la Rochelle-8 se composait d’une fraction de la commune de La Rochelle et de deux autres communes. Il comptait 16 017 habitants (population municipale) au 1er janvier 2012.
| Nom                     | Code Insee | Intercommunalité  | Population (dernière pop. légale)              |
| ----------------------- | ---------- | ----------------- | ---------------------------------------------- |
| La Rochelle (chef-lieu) | 17300      | CA de La Rochelle | Fraction : 3 036(2012) Commune : 74 998 (2014) |
| Dompierre-sur-Mer       | 17142      | CA de La Rochelle | 5 344 (2014)                                   |
| Périgny                 | 17274      | CA de La Rochelle | 7 866 (2014)                                   |

## Démographie
| 1990   | 1999   | 2006   | 2011   | 2012   |
| ------ | ------ | ------ | ------ | ------ |
| 12 044 | 14 351 | 15 296 | 15 949 | 16 017 |